# Alsópetény
Alsópetény là một thị trấn thuộc hạt Nógrád, Hungary. Thị trấn này có diện tích 19,68 km², dân số năm 2010 là 725 người, mật độ 37 người/km².